# Фаділь Ходжа
Фаділь Ходжа (алб. Fadil Hoxha, серб. Фадиљ Хоџа, Fadilj Hodža); нар. 15 березня 1916, Джяковіца — пом. 22 квітня 2001, Приштина) — югославський політичний діяч албанського походження, член Союзу комуністів Югославії (СКЮ). Народний герой Югославії (1953).
Ходжа приблизно 40 років був провідною фігурою Соціалістичного автономного краю Косово у складі Соціалістичної Федеративної Республіки Югославії (СФРЮ).
11 липня 1945 він став президентом Національних зборів (головою парламенту) і головою Виконавчої ради (прем'єр-міністром) Косова. Президентом парламенту він залишався до 1953, але працював прем'єр-міністром до 1963 року. З липня 1967 по травень 1969 Ходжа вдруге був головою Народних зборів.
У 1974 році він став членом Президії СФРЮ як представник автономного краю Косово, з 1978 по 1979 був віце-президентом Югославії.
Він пішов з політичного життя у 1981 році, коли з'явилися перші криваві конфлікти між албанцями і сербами в Косово, до яких Ходжа ставився вороже.
У 90-х роках Ходжа став прихильником Демократичної ліги Косова та її лідера Ібрагіма Ругови у боротьбі за незалежність Косова. У 1998 році він, разом з іншими членами Асоціації ветеранів Антифашистської Національно-визвольної війни, допомагав збройній боротьбі Армії визволення Косова (АВК). Він підтримав втручання НАТО під час війни в Косово.